# Загорочка
Загорочка (укр. Загірочко) — село в Ходоровской городской общине Стрыйского района Львовской области Украины.
Население по переписи 2001 года составляло 907 человек. Занимает площадь 1,64 км². Почтовый индекс — 82663. Телефонный код — 03239.